# Watermolenstraat (Paramaribo)
De Watermolenstraat is een straat in de historische binnenstad van Paramaribo. De straat begint aan de Waterkant en eindigt op de Henck Arronstraat.

## Bouwwerken
De straat werd in 1933 door de Surinaamsche Waterleiding Maatschappij (SWM) aangesloten op het waterleidingnet.
In de straat bevinden zich enkele advocatenkantoren, enkele restaurants, Stichting MilieuWatch Suriname en de Surinaamsche Waterleiding Maatschappij.
De straat begint aan de Waterkant nabij het Monument van de Revolutie en eindigt op de Henck Arronstraat tegenover het Ondernemershuis Paramaribo, nabij de Sint-Petrus-en-Pauluskathedraal. Onderweg zijn er kruisingen met de Keizerstraat, de Grote Hofstraat / Oude Hofstraat en de Mr. F.H.R. Lim A Postraat.

### Monumenten
De volgende panden in de Watermolenstraat staan op de monumentenlijst:

#### Nog bestaande monumenten
| Omschrijving | Bouwjaar | Adres                  | Coördinaten                  | Objectnummer? | Afbeelding                    |
| ------------ | -------- | ---------------------- | ---------------------------- | ------------- | ----------------------------- |
| woonhuis     |          | Watermolenstraat 5     |                              | CPO 025       | Meer afbeeldingen Upload foto |
| woonhuis     |          | Watermolenstraat 47-49 |                              | CPO 027       | Meer afbeeldingen Upload foto |
| woonhuis     |          | Watermolenstraat 51    |                              | CPO 028       | Meer afbeeldingen Upload foto |
| woonhuis     |          | Watermolenstraat 57    |                              | BPO 050       | Meer afbeeldingen Upload foto |
| woonhuis     |          | Watermolenstraat 58    |                              | BPO 051       | Meer afbeeldingen Upload foto |
| woonhuis     |          | Watermolenstraat 60    | 5° 49' 39" NB, 55° 9' 14" WL | CPO 029       | Meer afbeeldingen Upload foto |

#### Niet meer bestaande monumenten
| Omschrijving | Bouwjaar                   | Adres                          | Coördinaten                 | Objectnummer? | Afbeelding                    |
| ------------ | -------------------------- | ------------------------------ | --------------------------- | ------------- | ----------------------------- |
|              | Illegaal gesloopt 2010     | Watermolenstraat 1 / Waterkant | 5° 49' 31" NB, 55° 9' 7" WL | CPO 024       | Meer afbeeldingen Upload foto |
|              | Illegaal gesloopt ca. 2000 | Watermolenstraat 11            |                             | BPO 049       | Meer afbeeldingen Upload foto |
|              | Illegaal gesloopt 2017     | Watermolenstraat 20            |                             | CPO 026       | Meer afbeeldingen Upload foto |

## Stadsbrand van 1821

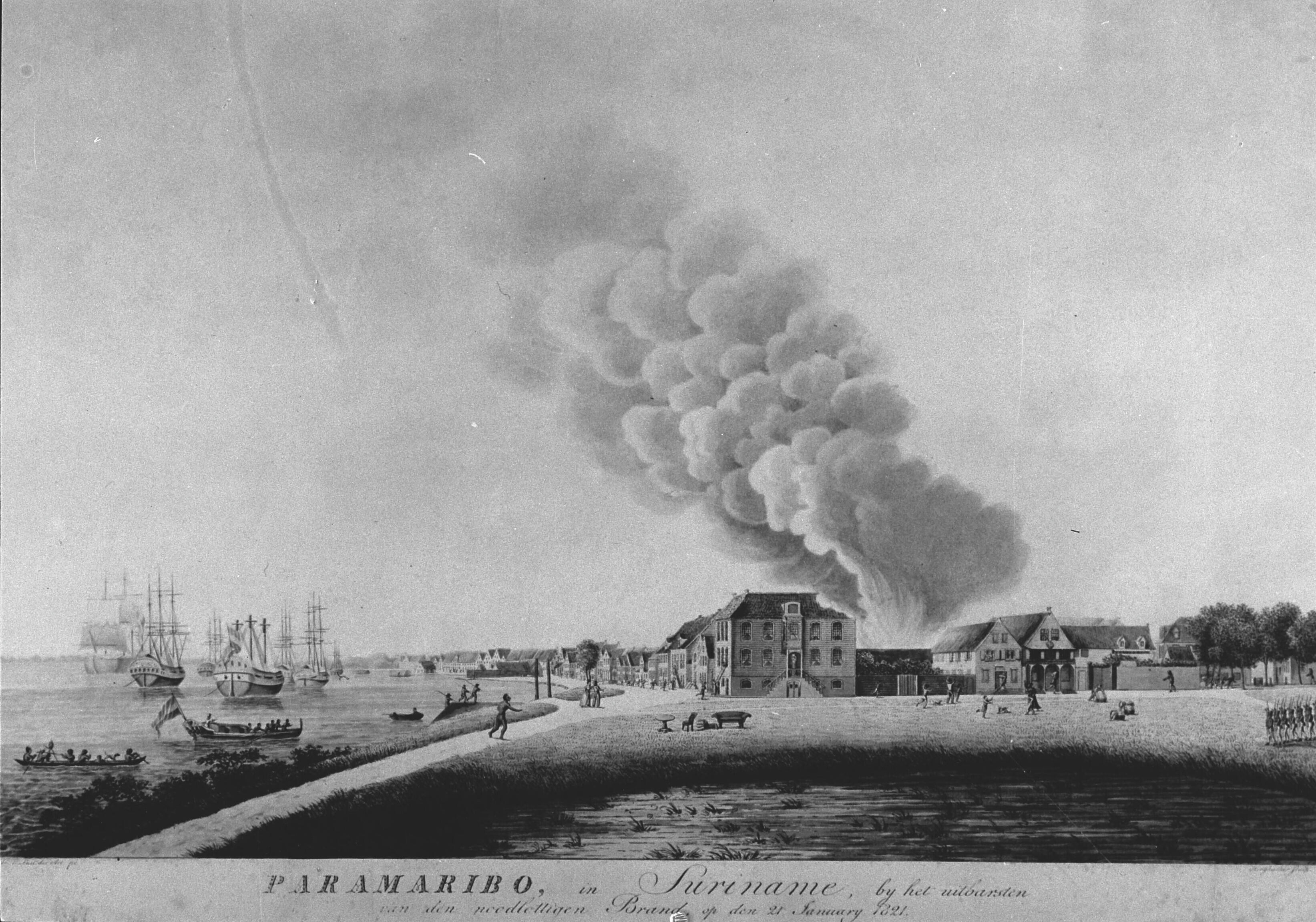
Prent van de stadsbrand van 1821

Op zondagmiddag 21 januari 1821 brak rond half twee brand uit in een huis op de hoek van het Gouvernementsplein en de Waterkant. De brand bleef vervolgens overslaan op andere huizen tot de brand de volgende dag om twaalf uur onder controle was. In tien straten brandden alle huizen af, waaronder in de Watermolenstraat. Ook andere straten werden zwaar getroffen.